# Sjöbotten
Sjöbotten is een plaats in de gemeente Skellefteå in het landschap Västerbotten en de provincie Västerbottens län in Zweden. De plaats heeft 86 inwoners (2005) en een oppervlakte van 41 hectare. De plaats ligt aan een baai van het meer Falmarksträsket en bij de plaats kruisen twee verschillende wegen elkaar.